# Fúmie

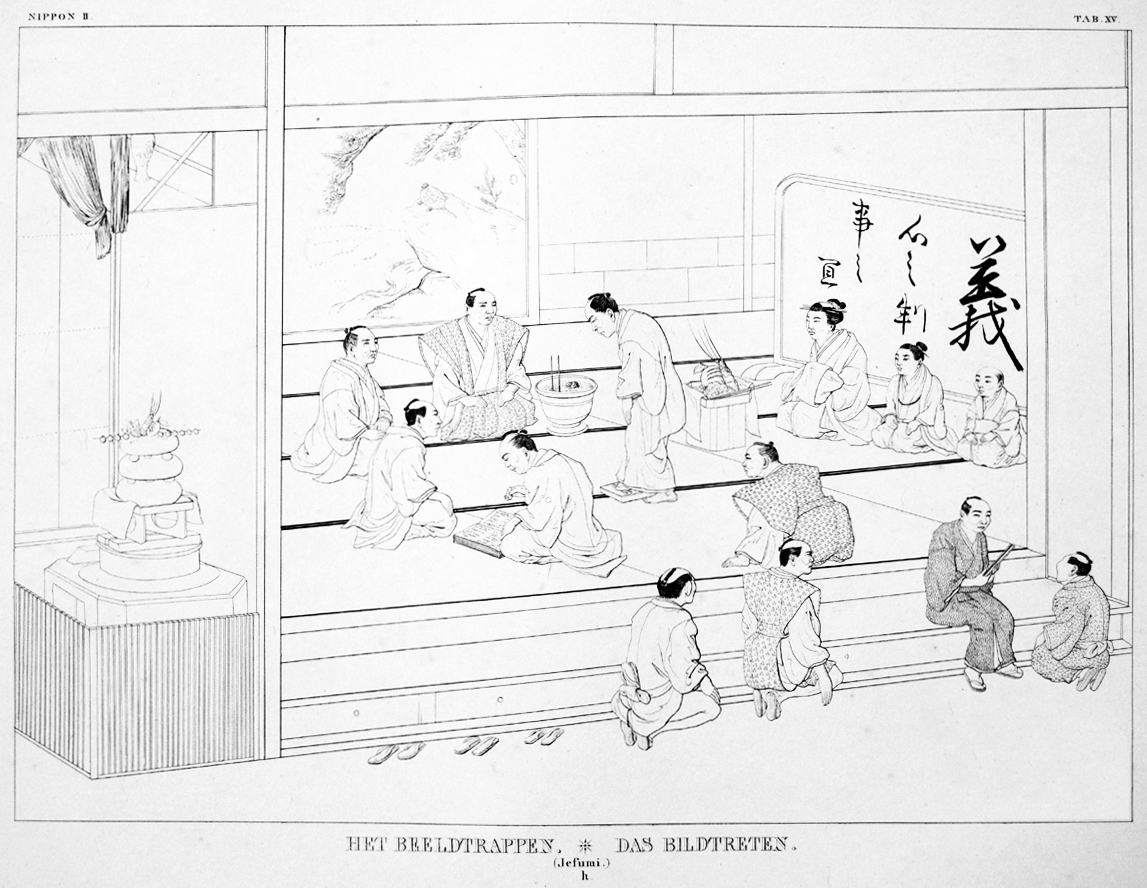
Una imatge cristiana és trepitjada davant d'oficials del govern a Nagasaki. Il·lustració feta pel metge alemany Philipp Franz von Siebold, que treballà des del 1823 fins al 1829 al port comercial neerlandès de Dejima.

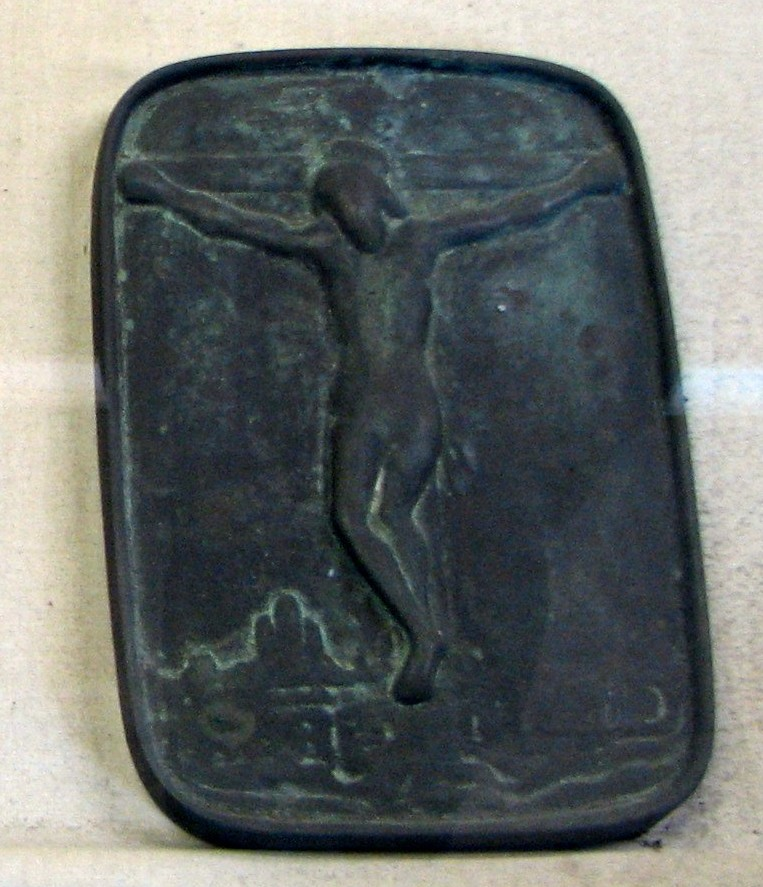
Figura de Crist emprada per descobrir practicants i simpatitzants del catolicisme.

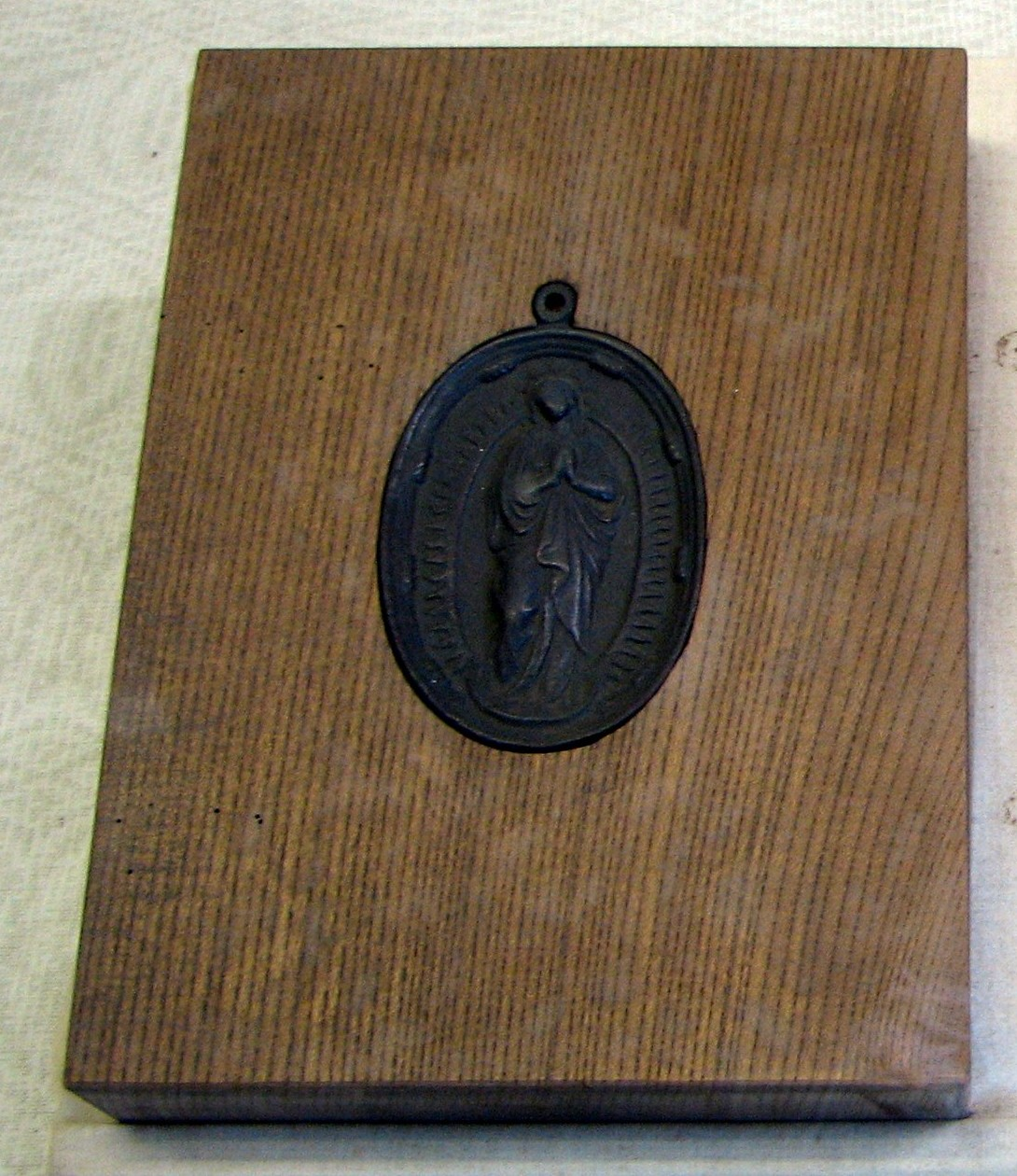
Figura de la Mare de Déu.

Un fúmie (踏み絵 fumi, trepitjar i imatge) era una figura de Jesús o de Maria sobre la qual les autoritats religioses del Shogunat Tokugawa del Japó exigien als sospitosos de ser cristians trepitjar amb els peus com a signe de menyspreu, i així provar que no eren membres d'aquesta religió aleshores proscrita. L'ús dels fúmies començà amb la persecució de cristians a Nagasaki el 1629. El seu ús s'abandonà oficialment quan els ports foren oberts als estrangers, el 13 d'abril del 1856, tot i que alguns van continuar emprant-se fins que l'ensenyament cristià rebé protecció formal durant l'era Meiji. Aquests objectes eren també coneguts com a e-ita o ita-e, mentre que la prova forçosa era anomenada e-fumi. La cerimònia de l'e-fumi, trepitjar imatges, era ja prou coneguda a Europa a començaments del segle xviii com per deixar la seva impremta en obres de literatura de ficció com Els viatges de Gulliver de Jonathan Swift, El ciutadà del món d'Oliver Goldsmith i Càndid o l'optimisme de Voltaire. En la literatura moderna aquest objecte és l'element argumental de la novel·la Silenci de Shūsaku Endō. Les execucions pel delicte de professar el Cristianisme foren oficialment suprimides pel Shogunat Tokugawa el 1805.
Els fúmies solien ser de pedra llaurada, però d'altres eren pintures o gravats xilogràfics. Molts d'aquests objectes, si bé no tots, foren fets amb cura, reflectint l'elevat nivell artístic del període Edo. Avui dia n'hi ha molt pocs, atès que molts foren simplement destruïts o reciclats per a altres usos.